# Беркли (округ, Западная Виргиния)
Округ Беркли (англ. Berkeley County) располагается в США, штате Западная Виргиния. Официально образован 10 февраля 1772 года. По состоянию на 2010 год, численность населения составляла 107.098 человека.

## География
По данным Бюро переписи США, общая площадь округа равняется 832,9 км², из которых 831,6 км² суша и 1,0 км² или 0,1 % это водоемы.

### Соседние округа
- Вашингтон (Мэриленд) — север
- Джефферсон (Западная Виргиния) — юго-восток
- Фредерик (Виргиния) — юг
- Морган (Западная Виргиния) — северо-запад

## Население
По данным переписи населения 2000 года в округе проживает 75 905 жителей в составе 29 569 домашних хозяйств и 20 698 семей. Плотность населения составляет 91 человек на км². На территории округа насчитывается 32 913 жилых строений, при плотности застройки 40 строений на км². Расовый состав населения: белые — 92,74 %, афроамериканцы — 4,69 %, коренные американцы (индейцы) — 0,25 %, азиаты — 0,46 %, гавайцы — 0,02 %, представители других рас — 0,56 %, представители двух или более рас — 1,28 %. Испаноязычные составляли 1,52 % населения независимо от расы.
В составе 33,40 % из общего числа домашних хозяйств проживают дети в возрасте до 18 лет, 54,60 % домашних хозяйств представляют собой супружеские пары проживающие вместе, 10,70 % домашних хозяйств представляют собой одиноких женщин без супруга, 30,00 % домашних хозяйств не имеют отношения к семьям, 24,20 % домашних хозяйств состоят из одного человека, 8,20 % домашних хозяйств состоят из престарелых (65 лет и старше), проживающих в одиночестве. Средний размер домашнего хозяйства составляет 2,53 человека, и средний размер семьи 2,99 человека.
Возрастной состав округа: 25,70 % моложе 18 лет, 8,30 % от 18 до 24, 31,30 % от 25 до 44, 23,60 % от 45 до 64 и 11,20 % от 65 и старше. Средний возраст жителя округа 36 лет. На каждые 100 женщин приходится 99,10 мужчин. На каждые 100 женщин старше 18 лет приходится 96,40 мужчин.
Средний доход на домохозяйство в округе составлял 38 763 USD, на семью — 44 302 USD. Среднестатистический заработок мужчины был 32 010 USD против 23 351 USD для женщины. Доход на душу населения составлял 17 982 USD. Около 8,70 % семей и 11,50 % общего населения находились ниже черты бедности, в том числе — 14,60 % молодежи (тех кому ещё не исполнилось 18 лет) и 10,10 % тех кому было уже больше 65 лет.